# 彩の湖拓也
彩の湖 拓也（あやのうみ たくや、1992年〈平成4年〉3月23日 - ）は、埼玉県草加市出身の元大相撲力士。北の湖部屋に所属していた。本名は相山 拓也（あいやま たくや）。  
身長172cm、体重126kg。2007年（平成19年）3月場所で初土俵を踏み、最高位は幕下東14枚目。得意技は内無双、下手投げ、寄り。

## 来歴
埼玉県草加市に生まれる。小学生時代から野球・水泳・サッカー・器械体操など多種目のスポーツに取り組み、運動神経と身体能力を養った。  
中学生になると鍛錬を重ね、中学校卒業後に大相撲の道を志し、北の湖部屋へ入門。2007年（平成19年）3月場所で初土俵を踏んだ。
2015年（平成27年）5月場所では三段目優勝を果たし、幕下中位まで番付を上げる。  
2021年（令和3年）9月場所をもって現役を引退した。

## しこ名の由来
しこ名「彩の湖」は、師匠である第55代横綱・北の湖の「湖」の一文字と、出身地・埼玉県の愛称「彩の国」から取られている。地元と師匠への敬意を込めて命名された。

## 引退後の活動
引退後は国内外で活動を広げ、元大関・小錦とのアメリカ公演『SUMO＋SUSHI』ツアーに参加。  
俳優業にも進出し、Netflixドラマ『サンクチュアリ -聖域-』、映画『翔んで埼玉』、アニメ『はたらく細胞』、日清製粉グループ『マ・マー』のCMなどに出演した。
また、地元・草加市で「草加相撲道場」を立ち上げ、監督として青少年の育成にも力を注いでいる。  
引退後はその人柄や経験を活かして、芸能界・実業界など幅広い分野との交友関係を築いており、多くのタレント・経営者らと交流があることでも知られている。
現在は力士俳優・実業家・道場監督として多方面で活動している。

## 主な成績
- 初土俵：2007年（平成19年）3月場所
- 最高位：幕下東14枚目
- 優勝：三段目優勝1回（2015年〈平成27年〉5月場所）
- 引退：2021年（令和3年）9月場所

## 得意技
- 内無双
- 下手投げ
- 寄り